# ロニー・マン
ロニー・マン（Ronnie Mann、1986年10月12日 - ）は、イギリスの男性総合格闘家。イングランド・チェルトナム出身。アイアン・マンMMA所属。ブラジリアン柔術黒帯。
父親がイギリス人、母親がタイ人のハーフである。牛若丸（源義経）のような機敏な動きから、SRCではロニー・牛若のリングネームを使用し、キャッチコピーは「義経降臨」。なお、リングネームの「牛若」の由来は同じジム所属のゼルグ・"弁慶"・ガレシックと練習で戦って勝ったことから付けられた。

## 来歴
ボクシングとレスリングの格闘技経験を持つ。
2007年2月10日、Cage Rage初参戦となったCage Rage 20でアシュリー・グリムショーと対戦し、判定勝ち。
2007年7月14日、Cage Rage 22でロビー・オリヴィエの持つ英国フェザー級王座に挑むも、0-3の判定により敗れ、総合格闘技での初の敗北となった。
2009年3月20日、戦極初参戦となった戦極 〜第七陣〜のフェザー級グランプリ1回戦で山田哲也と対戦し、判定勝ち。リングネームロニー・牛若での参戦となった。
2009年5月2日、戦極 〜第八陣〜のフェザー級グランプリ2回戦で日沖発と対戦し、三角絞めで一本負けを喫した。
2009年11月7日、戦極 〜第十一陣〜で大澤茂樹と対戦し、3-0の判定勝ちを収めた。
2010年9月11日、Shark Fightsフェザー級タイトルマッチでダグ・エヴァンスと対戦し、2-1の判定勝ちを収めた。
2011年4月23日、Bellator FC初参戦となったBellator 42でジョシュ・ローショーと対戦し、判定勝ち。

## 戦績
| 総合格闘技 戦績 | 総合格闘技 戦績 | 総合格闘技 戦績 | 総合格闘技 戦績 | 総合格闘技 戦績 | 総合格闘技 戦績 | 総合格闘技 戦績 |
| --------------- | --------------- | --------------- | --------------- | --------------- | --------------- | --------------- |
| 28 試合         | (T)KO           | 一本            | 判定            | その他          | 引き分け        | 無効試合        |
| 22 勝           | 3               | 11              | 6               | 2               | 1               | 0               |
| 5 敗            | 0               | 1               | 4               | 0               | 1               | 0               |

| 勝敗 | 対戦相手                     | 試合結果                             | 大会名                                                                         | 開催年月日     |
| ×    | ホドリゴ・リマ               | 5分3R終了 判定0-3                    | Bellator 94 【バンタム級トーナメント 1回戦】                                   | 2013年3月28日  |
| ×    | マイク・コーリー             | 5分3R終了 判定0-3                    | Bellator 60 【フェザー級トーナメント 1回戦】                                   | 2012年3月9日   |
| ○    | ケニー・フォスター           | 1R 3:51 三角絞め                     | Bellator 53                                                                    | 2011年10月8日  |
| ×    | パット・カラン               | 5分3R終了 判定0-3                    | Bellator 47 【フェザー級トーナメント 準決勝】                                  | 2011年7月23日  |
| ○    | アダム・シンドラー           | 1R 4:14 KO（左フック→パウンド）      | Bellator 46 【フェザー級トーナメント 1回戦】                                   | 2011年6月25日  |
| ○    | ジョシュ・ローショー         | 5分3R終了 判定3-0                    | Bellator 42                                                                    | 2011年4月23日  |
| ○    | ダグ・エヴァンス             | 5分5R終了 判定2-1                    | Shark Fights 13: Jardine vs. Prangley 【Shark Fightsフェザー級タイトルマッチ】 | 2010年9月11日  |
| ○    | 大澤茂樹                     | 5分3R終了 判定3-0                    | 戦極 〜第十一陣〜                                                              | 2009年11月7日  |
| ×    | 日沖発                       | 1R 3:09 三角絞め                     | 戦極 〜第八陣〜 【フェザー級グランプリ2009 2回戦】                             | 2009年5月2日   |
| ○    | 山田哲也                     | 5分3R終了 判定3-0                    | 戦極 〜第七陣〜 【フェザー級グランプリ2009 1回戦】                             | 2009年3月20日  |
| ○    | スティーブ・マッコーム       | 1R チョークスリーパー                | Cage Gladiators 8                                                              | 2008年7月27日  |
| ○    | イヴィチャ・ジェビック       | TKO（負傷）                          | World Free Fight Challenge 5: Noc Gladiatora                                   | 2008年4月19日  |
| ○    | フレデリック・フェルナンデス | 5分3R終了 判定3-0                    | Cage Gladiators 6 【CGフェザー級タイトルマッチ】                               | 2008年3月2日   |
| ○    | ジョーダン・ミラー           | 1R 0:53 三角絞め                     | Cage Rage 24: Feel the Pain                                                    | 2007年12月1日  |
| ×    | ロビー・オリヴィエ           | 5分3R終了 判定0-3                    | Cage Rage 22: Hard As Hell 【Cage Rage英国フェザー級タイトルマッチ】           | 2007年7月14日  |
| ○    | アシュリー・グリムショー     | 5分3R終了 判定3-0                    | Cage Rage 20: Born 2 Fight                                                     | 2007年2月10日  |
| ○    | クリス・フリーボーン         | 1R 2:46 三角絞め                     | Cage Gladiators 3                                                              | 2006年12月3日  |
| ○    | デニス・ベナヴィシャス       | 1R 1:42 ギブアップ（スタンドの打撃） | Cage Gladiators II: The Next Generation                                        | 2006年9月3日   |
| △    | アシュリー・グリムショー     | 5分3R終了 ドロー                     | Cage Rage: Contenders                                                          | 2006年5月28日  |
| ○    | ハロルド・ローダー           | 1R 腕ひしぎ十字固め                  | Staredown City                                                                 | 2006年2月5日   |
| ○    | カイル・デイヴィス           | 1R 0:44 三角絞め                     | House of Pain: Fight Night 4                                                   | 2005年12月3日  |
| ○    | マルコ・ドリッティ           | 1R ギブアップ                        | Urban Destruction 2                                                            | 2005年7月30日  |
| ○    | ゲイリー・ハウ               | 1R 0:57 フロントチョーク             | Urban Destruction 1                                                            | 2005年4月10日  |
| ○    | アーロン・ブラックウェル     | 1R 4:11 腕ひしぎ十字固め             | Anarchy Fight Night                                                            | 2005年2月20日  |
| ○    | アブドゥル・バハイ           | 1R 1:36 KO                           | International Mix-Fight Association: Mix Fight                                 | 2004年12月19日 |
| ○    | ネイェブ・イーザム           | 1R 0:56 三角絞め                     | Shooto Holland: Knock-Out Gala III                                             | 2004年3月28日  |
| ○    | アンディ・ディックス         | 試合内容不詳                         | Grapple & Strike 8                                                             | 2003年11月22日 |
| ○    | サイモン・ブルター           | 試合内容不詳                         | Grapple & Strike 7                                                             | 2003年5月17日  |

## 獲得タイトル
- Cage Gladiatorsフェザー級王座（2008年）
- Shark Fightsフェザー級王座（2010年）